# جبهه جنوبی جنگ انقلاب آمریکا
جبهه جنوبی جنگ انقلاب آمریکا منطقه مرکزی عملیات در آمریکای شمالی در نیمه دوم جنگ انقلاب آمریکا بود. در جریان سه سال اول منازعه؛ بزرگترین مواجهات نظامی در شمال بودند، و بر کارزارهایی پیرامون شهرهای بوستن، نیویورک، و فیلادلفیا متمرکز بود. پس از شکست کارزار ساراتوگا، برتانیایی‌ها عملیات را در مستعمرات میانی به طور گسترده متوقف کردند و استراتژی سلح در مستعمرات جنوبی را پیشه کردند. 